# Отрадный (Свердловская область)
Отрадный — в Пригородном районе Свердловской области России. Входит в муниципальный округ Горноуральский, управляется Николо-Павловской территориальной администрацией.
Ранее входил в состав Николо-Павловского сельсовета Пригородного района.

## География
Посёлок Отрадный расположен к востоку от Уральских гор, в 13 километрах к югу от Нижнего Тагила (в 15 километрах по автодорогам). Посёлок примыкает к северо-западной части большого села Николо-Павловского. К западу от Отрадного расположены сады, за которыми находится пристанционный посёлок Монзино.
Через посёлок Отрадный проходит автодорога Нижний Тагил — Николо-Павловское, которая называется Старый Свердловский тракт. Она отделяет жилую часть посёлка от кладбища. Вблизи посёлка Отрадного проходит шоссе Екатеринбург — Нижний Тагил.

## История
До 1966 года назывался посёлком участка № 1 отделения № 1 Николопавловского совхоза.

## Население
| 2002 | 2010 | 2021 |
| ---- | ---- | ---- |
| 208  | ↗218 | ↗226 |

## Транспорт
К западу от посёлка Отрадного проходит железнодорожная ветка Нижний Тагил — Екатеринбург Свердловской железной дороги. От посёлка ведёт дорога до близлежащей железнодорожной станции Монзино. К востоку от посёлка проходит автомобильная дорога Нижний Тагил — Екатеринбург.

## Мемориал
В посёлке Отрадном есть мемориальный комплекс, посвящённый воинам, погибшим в годы Великой Отечественной войны в военном госпитале № 1714 на окраине Нижнего Тагила (в годы войны был размещён в санатории «Руш»). Мемориал расположен на кладбища, выходит к Старому Свердловскому тракту. Комплекс представляет собой закрытую бетонным забором бетонную площадку с бетонными пилонами по бокам и большой стелой в конце. Пилоны имеют трапециевидную форму. Во избежание кражи и вандализма чугунные доски с именами погибших воинов вешают на бетонные стены пилонов только во время праздников и важных годовщин. Стелла имеет вид сужающейся кверху стены с чугунной полосой посередине, на вершине которая венчается конструкцией из пяти сваренных между собой наподобие органа чёрных стальных труб разной длины. Стелла находится на небольшом гранитном постаменте, площадка которого отделена от остальной площади каменной стенкой. При входе на мемориал со стороны тракта есть чугунные калитки-турникета. По обе стороны от входа стоят прямоугольные пилоны с высеченными на их стенах датами «1941» слева и «1945» справа от входа. Перед мемориалом имеется большая асфальтированная парковка.